# اقتصاد بيزنطي

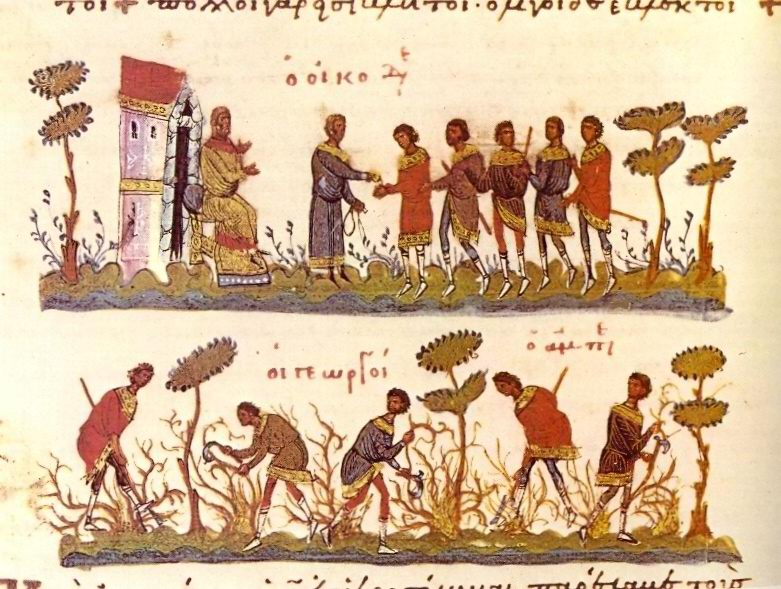
مشاهد من الحياة الزراعية في إنجيل بيزنطي من القرن الحادي عشر

كان النظام الاقتصادي البيزنطي واحدًا من أقوى الاقتصادات في حوض البحر الأبيض المتوسط لقرون عدة. كانت مدينة القسطنطينية مركزًا جوهريًا لشبكة تجارية امتدت عبر فترات مختلفة لشتميل تقريبًا كلًا من أوراسيا وشمال أفريقيا. يزعم بعض الباحثين، أنه وحتى وصول العرب في القرن السابع، كانت الإمبراطورية الرومانية الشرقية صاحبة أقوى اقتصاد في العالم. إلا أن الفتوحات العربية مثلت تراجعًا كبيرًا في الثروات مساهمةً بفترة من الانحدار والركود. كانت إصلاحات قسطنطين الخامس (نحو العام 765) بداية إحياء استمر حتى عام 1204. منذ بداية القرن العاشر وحتى نهاية القرن الثاني عشر، مثلت الإمبراطورية البيزنطية صورة عن الترف، وانبهر المسافرون بالثروة المتركزة بالعاصمة. تغير كل ذلك مع وصول الحملة الصليبية الرابعة، والتي مثلت كارثة اقتصادية. حاول الباليولوغس إنعاش الاقتصاد، ولكن الدولة البيزنطية لم تتمكن من بسط سيطرتها سواء على القوى الاقتصادية الأجنبية أو المحلية.
كانت التجارة أحد الأسس الاقتصادية للإمبراطورية. فرضت الدولة سيطرة صارمة على التجارة الداخلية والدولية، واحتكرت عملية سك العملة. ظلت القسطنطينية المركز التجاري الوحيد الأكثر أهمية لأوروبا طيلة القسم الأعظم من القرون الوسطى، وهي المكانة التي حافظت عليها حتى حتى جمهورية البندقية ببطء بتخطي التجار البيزنطيين في مجال التجارة؛ أولًا من خلال الإعفاء الضريبي في عهد سلالة الكومنينيون، ثم في ظل الإمبراطورية اللاتينية.

## الزراعة
من القرن الرابع وحتى نهاية القرن السادس، حظي الجزء الشرقي من الإمبراطورية الرومانية بتوسع ديموغرافي واقتصادي وزراعي. كان المناخ مواتيًا للزراعة. ازدهرت الزراعة حتى في المستوطنات الريفية في المناطق الهامشية.
استمرت التنمية في الاقتصاد الريفي، رغم كونها بطيئة بالتأكيد، منذ القرن الثامن حتى بداية القرن الرابع عشر. حظيت المناطق القريبة من البحر التي احتوت على محاصيل الحبوب، وأشجار الصنوبر، وبساتين الزيتون (ركزت مناطق شبه جزيرة البلقان وآسيا الصغرى على تربية الماشية) باهتمام نسبي، ويبدو أنها لعبت دورًا مهمًا في تنمية الاقتصاد البيزنطي. لم تتغير أدوات الفلاحين إلا قليلًا عبر العصور، إذ ظلت بدائية، الأمر الذي أدى إلى انخفاض نسبة الإنتاجية أمام العمالة. إلا أن بعض الباحثين يرون أن استمرار استخدام التقنيات والأدوات التي كانت لديهم دليل على نجاحهم في التكيف مع البيئة.
من القرن السابع إلى القرن الثاني عشر، ترتب التنظيم الاجتماعي للإنتاج حول قطبين: المِلكي والقروي (مجموعة من المزارع الصغيرة المستقلة). كان الهيكل الاجتماعي للقرى هو الشكل التنظيمي الأنسب للتكيف مع الظروف غير الآمنة، مع إيفاء القطب المِلكي لدوره مرة أخرى عند عودة الظروف الآمنة. كان هناك من حيث المبدأ تمييز واضح بين السكان الذين عاشوا على الأملاك (دافعين مستحقات لصاحب المكان)، وقاطني القرى، الذين امتلك العديد منهم أرضًا، وبالتالي يدفعون الضرائب للدولة. إلا أن مزارعي الأملاك لم يعيشوا جميعهم فيها، ولم يحظى جميعهم بمكانة خاصة. كان بعضهم عبيدًا وبعضهم عمال مأجورون؛ تتبع الإشارات التاريخية وجود العمالة المأجورة من القرن السابع إلى نهاية العصر البيزنطي. على النحو ذاته، لم يكن سكان القرى جميعهم من أصحاب الأراضي، وحتى أولئك لم يكونوا كلهم مزارعين؛ حظي بعض مالكي القرى الرتبة الأقل على السلم الأرستقراطي، وكانوا أكثر ثراءًا من المزارعين. ضعف التمييز بين ملاك الأراضي وعمال المزارع بعد اعتبار المنح الإقطاعية للمزارعين حقًا وراثيًا، إذ حقق بعض المزارعين صفة المالك لها. منذ القرن العاشر فصاعدًا، اتخذت الأملاك الكبيرة الدور القيادي الذي كانت تملكه القرى حتى ذلك الحين، بالرغم من كون ذلك ضمن اقتصاد متجه نحو الطلب، مع أخذ التبادلات النقدية حصة أكبر. مع بداية القرن الرابع عشر، تألف الريف المقدوني من شبكة متصلة تقريبًا من الأملاك التي حلت محل التجمعات المحلية السابقة. في القرن العاشر، أصبحت القرى المتمتعة بمكانة شعبية ملكًا لخزينة الدولة، يمكن بعد ذلك التنازل عنها لدير أو لفرد عادي.
كان التعداد السكاني كثيفًا في القرن السادس، لكنه تضاءل في القرنين السابع والثامن. يبدو أن الأوبئة (مثل الطاعون الذي انتشر في عام 541/542 وعودته سنة 747) كان لها أثر أكبر على تعداد السكان من الحروب. منذ القرن التاسع فصاعدًا، ازداد عدد سكان الإمبراطورية، ولكن دون توزيع متساو. تضمن تزايد عدد السكان زيادة المساحة المزروعة. تضخم التأثير المتوقع جراء زيادة عدد السكان بما صاحبه ذلك من زيادة في عددهم مع إنتاجية قليلة أو معدومة. تشير التقديرات إلى تضاعف حجم المناطق المزروعة تقريبًا، وربما أثر امتداد المحاصيل على مواقع الأراضي الرعوية، دافعًا الغابات الحراجية للتراجع.
شهد القرن الثاني عشر تطورًا في تقنيات الحت والطحن في الغرب، ولكن أدلة قليلة تشير إلى حدوث إبداع بيزنطي مماثل. اعتمد البيزنطيون إبداعات غربية مثل طاحونة الهواء، ولكن خلافًا للغرب، لم تُعتمد الأعداد العربية بعد لإدخال الأرقام على أساس مزدوج في دفاتر الحسابات. توجد رسوم توضيحية للأدوات الزراعية تعود لمخطوطة مزخرفة من العصور الوسطى لهسيودوس باسم «الأعمال والأيام»، شملت تلك الرسوم العجلة، والهاون والمدقة، والمطرقة وبعضًا من أجزاء العربة والمحراث الحيواني، ولكن حتى بعد قرون، لم يحظى المحراث الحيواني ولا العربة باستخدام واسع، ربما بسبب طبيعة التضاريس البنطسية (مملكة البنطس).
أثر الغزو الصليبي للإمبراطورية سنة 1204، وما أعقب ذلك من تقسيم الأراضي البيزنطية، على الاقتصاد الزراعي، كما أثر أيضًا على جوانب أخرى من التنظيم الاقتصادي والحياة الاقتصادية. انقسمت تلك الأراضي بين دول يونانية ولاتينية صغيرة، وخسرت قدرًا كبيرًا من التماسك الذي ربما كانت تتمتع به: لم تتمكن الدولة البيزنطية من العمل كقوة موحدة، وفي القرن الثالث عشر، لم يتبقى منها الكثير لتعويضه. مثل القرن الثالث عشر الفترة الأخيرة، حصل خلالها تمهيد واسع للأرض، أي تهيئة الأراضي غير الزراعية بغرض الزراعة. ولكن الفقر التدريجي الذي عانى منه الفلاحون كان سببًا في انحدار الطلب الكلي، ما أسفر عن تركيز الموارد بين أيدي كبار ملاك الأراضي، الذين لابد وأنهم امتلكوا وفورات كبيرة.
انتهى التوسع الديموغرافي في غضون القرن الرابع عشر، الذي شهد تدهورًا في وضع مزارعي الأراضي، واضمحلالًا للوظيفة الاقتصادية للقرية بسبب الدور الذي لعبته المناطق الكبيرة، وانحدارًا ديموغرافيًا متسارعًا في مقدونيا حسبما أكدت البحوث الحديثة. خسر الأفراد في المستويات العليا من الأرستقراطية ثرواتهم، وانتهى تركيز الممتلكات في نهاية المطاف بأيدي الأديرة الأكبر صاحبة الصلاحيات الأوسع، على الأقل في مقدونيا. لم تظهر الأديرة نشاطًا إبداعيًا أو تجديديًا، واضطر الاقتصاد الريفي إلى انتظار إصلاحه، حتى تنقشع آثار الأوبئة، ويستتب الأمن، وتعود الاتصالات إلى وضعها السابق: إلى أن يتم تأسيس الدولة العثمانية في البلقان.

## التاريخ الاقتصادي والمالي
شهد الاقتصاد الروماني الشرقي معاناة أقل من الغارات البربرية التي عانت منها الإمبراطورية الرومانية الغربية. في ظل حكم ديوكلتيانوس، بلغت عائدات الامبراطورية الرومانية الشرقية السنوية 9 ملايين و400 ألف صولدي (عملة رومانية ذهبية)، من إجمالي 18 مليون صولدي لكل الامبراطورية الرومانية. يمكن مقارنة تلك التقديرات بـ 14 مليون و500 ألف صولدي سنة 150 و22 مليون صولدي سنة 215.